# Kyle Bennett (football)
Pour les articles homonymes, voir Kyle Bennett et Bennett.
Kyle Bennett, né le 9 septembre 1990 à Telford, est un footballeur anglais qui évolue au poste de milieu de terrain à Grimsby Town en prêt des Bristol Rovers.

## Biographie
Il joue 39 matchs en deuxième division anglaise avec le club des Doncaster Rovers, inscrivant 4 buts.
Le 31 janvier 2019, il est prêté à Swindon Town.
Le 8 octobre 2020, il est prêté à Grimsby Town.

## Palmarès

### En club
- Portsmouth FC
  - Champion du Champion d'Angleterre de D4 en 2017.